# Andrija Delibašić
Andrija Delibašić (* 24. April 1981 in Nikšić; † 19. März 2025 in Podgorica) war ein montenegrinischer Fußballspieler.

## Spielerkarriere

### Die Anfänge
Andrija Delibašić begann seine Karriere beim FK Partizan Belgrad. Mit Partizan konnte er die Meisterschaften 2002 und 2003 sowie den Pokal 2001 gewinnen. Insgesamt spielte er fünf Jahre lang von 1999 bis Januar 2004 in Belgrad. In der UEFA Champions League 2003/04 erzielte er alle drei Tore für Partizan Belgrad in der Gruppenphase. Anschließend wechselte Delibašić nach Spanien, wo er einen Vertrag beim Erstligisten RCD Mallorca unterschrieb. Schon im ersten Jahr wurde er dort Stammspieler und erzielte 13 Saisontreffer.

### Portugal
Nach einem guten Jahr bei Mallorca wurde der Montenegriner an den portugiesischen Topclub Benfica Lissabon ausgeliehen. Er durfte dort drei Saisonspiele bestreiten, in denen er torlos blieb. Für die nächste Saison wurde er an den Ligarivalen Sporting Braga weiterverliehen. Dort konnte er in zehn Spielen vier Tore erzielen und sich für andere Vereine empfehlen.

### Weitere Leihstationen
Für die Saison 2006/07 ging Delibašić zum griechischen Topclub AEK Athen, doch nach einer ersten Halbserie mit nur neun Einsätzen und einem Tor wurde der Stürmer zurück nach Portugal verliehen. Beim SC Beira-Mar gelang ihm ein Tor, so dass auch dieses Leihgeschäft erfolglos endete. Nun wollte Mallorca nach der Verpflichtung von Pierre Webó und Daniel Güiza die Dienste des Angreifers nicht in Anspruch nehmen, so dass er für die Saison 2007/08 an den spanischen Zweitligisten Real Sociedad ausgeliehen wurde.
Im Sommer 2008 wurde Delibašić von Mallorca an den Zweitligisten Hércules CF abgegeben. Nachdem er dort eine ziemlich erfolgreiche Zeit hatte und in 65 Spielen insgesamt 21 Tore schoss, wechselte er zur Saison 2010/11 zur Rayo Vallecano. Mit Rayo stieg er am Ende der Saison 2010/11 in die Primera División auf.

### Letzte Jahre
Im Sommer 2013 wurde Delibašićs Vertrag bei Rayo nicht verlängert. Er war ein halbes Jahr vereinslos, ehe ihn Anfang 2014 Ratchaburi Mitr Phol nach Thailand holte. Dort kam er auf sieben Spiele. In der zweiten Jahreshälfte war er erneut ohne Klub. Anfang 2015 nahm ihn sein Heimatverein FK Sutjeska Nikšić auf, wo er bald darauf seine Laufbahn beendete.

### International
Andrija Delibasic spielte in der U21-Nationalmannschaft von Serbien und Montenegro und nahm mit dem Team an den Olympischen Spielen 2004 teil. 2006 löste sich der Staat Serbien-Montenegro auf und fortan war Delibasic für die A-Nationalmannschaft Montenegros spielberechtigt. Sein Debüt für die neue Nationalmannschaft gab er am 10. Oktober 2009, als er beim Qualifikationsspiel zur Fußball-Weltmeisterschaft 2010, gegen Georgien in der Startelf stand. In diesem Spiel markierte er auch seinen ersten Länderspieltreffer, als er zum 2:1-Endstand traf. Seinen Durchbruch mit der Nationalmannschaft hatte er bei der Qualifikation zur Fußball-Europameisterschaft 2012. Hierbei mischte man von Anfang an in der Qualifikation mit. Zeitweise war man gar noch vor dem favorisierten England Tabellenführer. Seinen wohl wichtigsten Treffer für die Nationalelf erzielte Delibasic am 7. Oktober 2011, als er im vorentscheidenden Qualifikationsspiel, gegen England, in der Nachspielzeit den Treffer zum 2:2-Endstand markierte. Somit qualifizierte sich Montenegro bereits am vorletzten Spieltag der Qualifikation für die Relegationsrunde. Dort scheiterte Montenegro an Tschechien.

## Tod
Im März 2023 wurde bei Delibašić ein Hirntumor diagnostiziert, in der Folge musste er sich einer Notoperation unterziehen. Zwei Jahre später starb er im März 2025 im Alter von 43 Jahren.